# A nagy visszatérők
A nagy visszatérők (eredeti cím: The Comeback Trail) 2020-ban bemutatott amerikai bűnügyi vígjáték, melynek rendezője George Gallo, forgatókönyvírója Gallo és Josh Posner. A film Harry Hurwitz 1982-es, azonos című filmjének remake-je. A főszerepben Robert De Niro, Tommy Lee Jones, Morgan Freeman, Zach Braff, Emile Hirsch, Eddie Griffin, Kate Katzman és Blerim Destani látható. Hat producere és harminckét executive producere van.
A film világpremierje a 2020-as Monte-Carlo Comedy Filmfesztiválon volt, az Amerikai Egyesült Államok mozibemutatója 2021. július 23., Magyarországon június 3-án mutatta be szinkronizálva a Prorom Entertainment Kft.

## Cselekmény
Max Barber sikertelen, eladósodott filmproducer, aki azt tervezi, hogy főszereplőjét megöleti, hogy az általa gyártott új film biztosítási pénzét begyűjtse. Balesetnek állítják be, de a producer legnagyobb bánatára az idős Duke Montana sztárról kiderül, hogy a vártnál sokkal erősebb.

## Szereplők
| Szerep             | Színész                  | Magyar hang        |
| ------------------ | ------------------------ | ------------------ |
| Max Barber         | Robert De Niro           | Reviczky Gábor     |
| Duke Montana       | Tommy Lee Jones          | Sörös Sándor       |
| Reggie Fontaine    | Morgan Freeman           | Papp János         |
| Dr. Walter Creason | Zach Braff               | Markovics Tamás    |
| Devin Wilton       | Eddie Griffin            | Jászberényi Gábor  |
| James Moore        | Emile Hirsch             | Szalay Csongor     |
| Megan Albert       | Kate Katzman             | Gáspár Kata        |
| Bob Stillwater     | Chris Mullinax           | Schneider Zoltán   |
| Frank Pierce       | Patrick Muldoon          | Debreczeny Csaba   |
| Sophie Renee       | Julie Lott               | Kisfalvi Krisztina |
| Danny              | Paul Witten              | Mertz Tibor        |
| Harriet            | Aighleann McKiernan      | Pájer Alma Virág   |
| Tina Blair         | Melissa Greenspan        | Czirják Csilla     |
| Lori Jones         | Desiree Geraldine        | Varga Lili         |
| Német rendező      | Morse Bicknell           | Kapácsy Miklós     |
| Lyle               | Garrison Cahill Griffith | Csányi Áron        |
| Seriff             | Bill Luckett             | Kajtár Róbert      |
| Mary Rose nővér    | Natalie Burn             | Mohácsi Nóra       |

## Filmkészítés

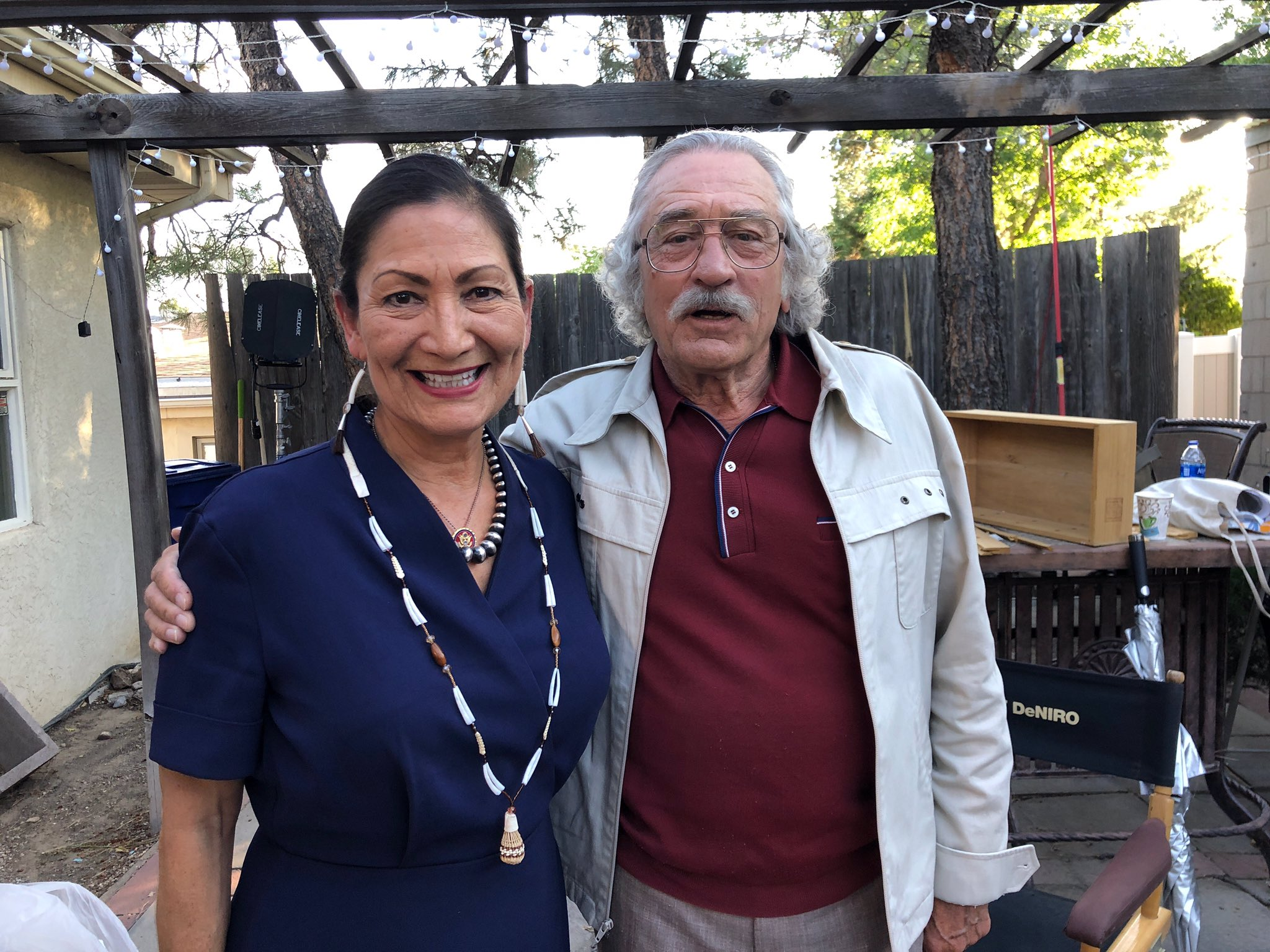
Robert De Niro Deb Haaland kongresszusi képviselővel, aki 2019-ben ellátogatott a film forgatására

A projektet 2019 májusában jelentették be, a George Gallo által írt és rendezett filmben Robert De Niro, Tommy Lee Jones és Morgan Freeman lettek a főszereplők. Zach Braff és Eddie Griffin még abban a hónapban csatlakozott a stábhoz. Emile Hirsch a következő hónapban csatlakozott.
A forgatás 2019. június elején kezdődött és júliusban folytatódott Új-Mexikóban.

## Megjelenés
A nagy visszatérők premierje a 17. Monte-Carlo Comedy Filmfesztiválon volt 2020. október 9-én. Az eredeti tervek szerint 2020. november 13-án került volna mozikba az Amerikai Egyesült Államokban. Azonban a megjelenési dátum a COVID-19 világjárvány miatt 2021-re tolódott. Jelenleg a tervek szerint 2021. július 23-án jelenik meg.

## Fogadtatás
A Rotten Tomatoes-on 11 értékelés alapján a film 45%-os minősítést kapott, az átlagértékelése 6/10.

## Fordítás
- Ez a szócikk részben vagy egészben  a   The Comeback Trail (2020 film) című angol Wikipédia-szócikk fordításán alapul.  Az eredeti cikk szerkesztőit annak laptörténete sorolja fel. Ez a jelzés csupán a megfogalmazás eredetét és a szerzői jogokat jelzi, nem szolgál a cikkben szereplő információk forrásmegjelöléseként.